# 放聲歡呼
放聲歡呼，是日本純種競賽馬匹，是日本2019年雌馬世代三強之一，生涯稱霸短途及一哩賽事，於2021年成功成为首匹制霸所有日本古馬一哩一級賽的賽駒，不僅被譽為「繼滿樂時後日本最強一哩馬」之一，亦是「藤澤和雄練馬生涯的最後傑作」。

## 出賽前
2016年1月24日出生於北海道安平町北部牧場，成長途中於一口馬主俱樂部Sunday Racing Co. Ltd.進行馬主募集。
其後交由美浦訓練中心練馬師藤澤和雄訓練。

## 競賽生涯

### 2歲
2018年6月3日出戰東京競馬場新馬戰，於李慕華策騎下成功以1分33.6秒破紀錄時間領先野田幻想2馬位獲首勝。
放草過後於10月6日出戰沙特阿拉伯皇家盃，比賽途中因爲漏閘於開閘後處於前方，但隨即調整並爬升至第二，進入直路後以凌厲的姿態衝出，最終以3 1/2馬位壓過第二的De Gaulle取得首個分級賽冠軍。
由於主戰騎師李慕華需要策騎其他賽駒遠征香港國際賽事，因而避戰阪神兩歲牝馬錦標改爲出戰一週過後的朝日盃未來錦標，有望成爲1980年Temmon後再一匹贏得此賽事的雌馬。然而比賽途中並未發揮實力，於直路上相繼被頌讚火星及超神建築超越，最終以第三完賽。

### 3歲
2019年4月7日未出戰任何前哨戰下直接出戰櫻花賞，比賽途中保持於先頭位置，通過最後彎道後成功進佔領先。進入直路後，其隨開始加速衝刺並拉開與後方馬匹距離，以獨走狀態完成整個直路，最終拋離後方的粉紅巨鑽2 1/2馬位奪得首個一級賽冠軍，亦以1分32.7秒的時間打破上年度由杏目創造的紀錄。

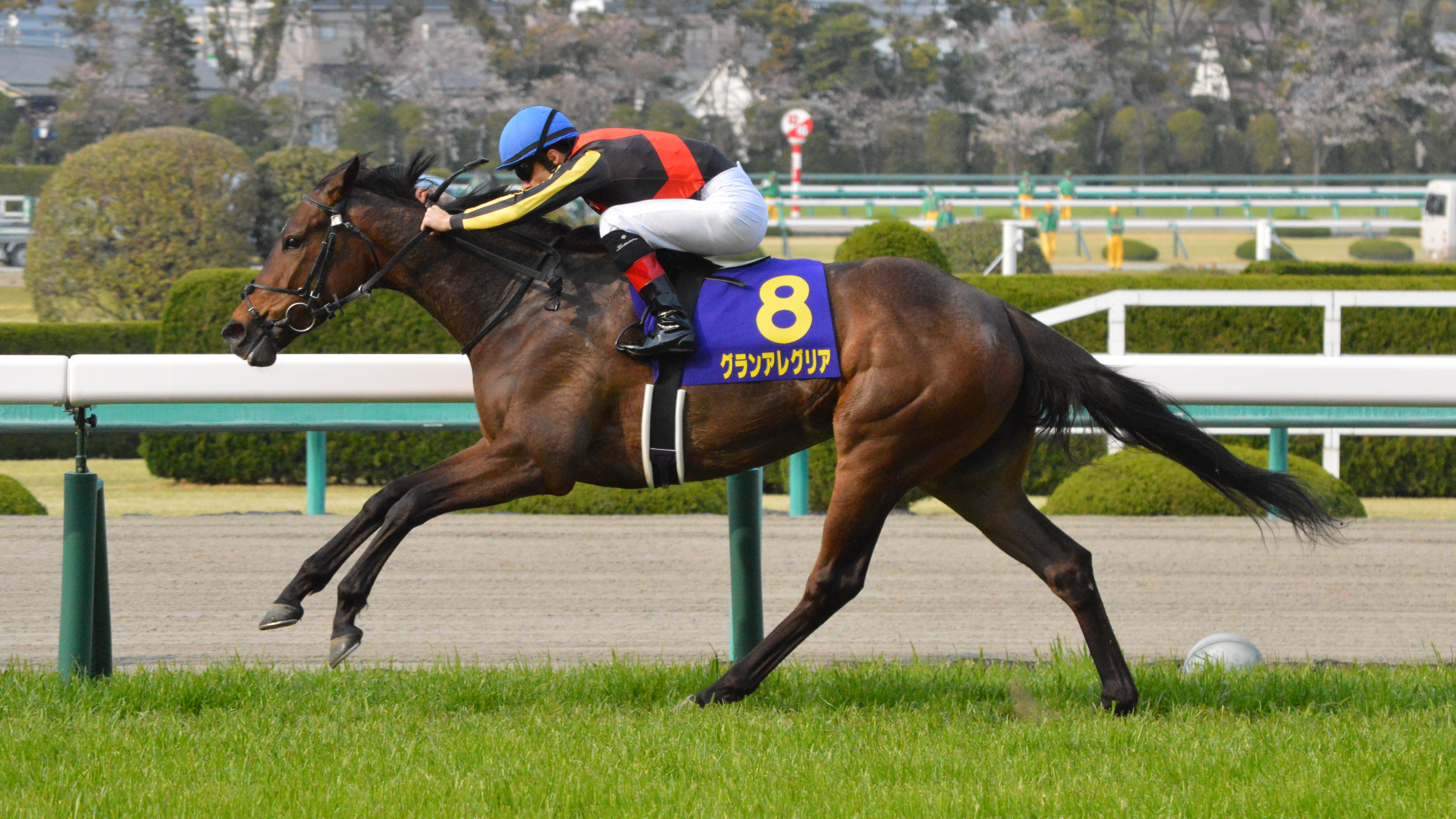
出戰櫻花賞的放聲歡呼

雖然勝出櫻花賞獲得優駿牝馬（日本橡樹大賽）的優先出賽權，但陣營考慮其距離適性後決定安排其出戰5月5日的NHK一哩賽。比賽開始後，其於第四的位置推進，但進入直路後未能如櫻花賞般進行優秀的衝刺，最終以第四名衝線。然而賽後審議認爲其於直路中段的外閃行爲對Danon Chaser構成妨礙，最終判處其降至第五，而騎師李慕華則被罰停賽6個賽事日。
夏季放草過後原本計劃出戰短途馬錦標，但最終因左前腳被發現有膿腫而避戰休養。
12月21日於阪神盃復出，雖然其爲首次出戰1400米的賽事，但仍然獲得第一人氣。比賽開始後，其中團位置開始推進，進入直路隨即加速衝出並佔據先頭位置，最終成功拋離第二的菲亞諾5馬位奪冠，成爲首匹勝出此賽的3歲雌馬。
年末，由於其勝出櫻花賞及於雄雌馬混合賽事取得佳績，以121票成功壓過橡樹馬唯獨愛你及秋華賞馬創世駒當選最佳3歲雌馬。

### 4歲
2020年首戰爲高松宮紀念，由於主戰騎師李慕華當時陪同杏目遠征阿聯酋，但由於2019冠狀病毒病疫情而取消賽事，因而改由池添謙一代打策騎。即使本次比賽有諸如海洋錦標冠軍野田重擊及上年度短途馬錦標冠軍倫敦塔等強敵，其仍然獲得第二人氣。比賽開始後，由於場地因此前的天雨變成軟地，因而前600米速度約爲34.5秒的較慢步速，對於處於後方的放聲歡呼來說爲較不利局面。然而其於直路上成功克服慢步速及軟地，跑出後600米33.1秒的驚人末腳，最終僅以鼻位差距落後超神建築及魔族閃焰以第三衝線。其後賽後審議認爲第一名衝線的超神建築之直路斜行對全音階構成妨礙存在犯規成份，於對手被判處降至第四下成功遞補獲得亞軍。
其後原本打算出戰維多利亞一哩賽，但因發燒避戰，改爲直接出戰安田紀念。由於主戰騎師李慕華選擇策騎杏目，因而繼續由池添謙一策騎。比賽開始後，最大對手之一杏目因漏閘以於後方推進，放聲歡呼則於中團左右的位置追走。進入直路後其成功發力加速，以凌厲的姿態衝出並超越衆多對手，其後保持速度下成功抵擋內欄冠軍車手及外檔杏目的追擊，以2 1/2馬位優勢取得第二個分級賽冠軍。
放草過後出戰短途馬錦標，面對旨在制霸春秋短途賽的魔族閃焰及於短途賽事擁有實績的野田重擊和全音階，其仍然獲得第一人氣。比賽開始後，其於最後方位置推進，面對較快步速仍然保持緩慢節奏。進入直路後，其仍然處於最後放方的位置，但此時其突然爆發速度加速，以極凌厲的姿態跑出後600米33.6秒的恐怖末腳，僅幾步就超越前方所有賽駒，最終更拉開第二的野田重擊2馬位奪得冠軍，亦爲騎師李慕華帶來第100個日本中央分級賽優勝。
其後出戰一哩冠軍賽，比賽開始後於較前位置推進，進入直路後雖然一度受到阻擋，但隨即抽出外檔望空加速。最終於其成功加速衝刺之下，以凌厲的末腳超越對手，拉開冠軍車手3/4馬位獲勝。憑藉此次勝利，其成爲計龍王後第二匹於年間三勝中央短途一哩一級賽的賽駒。
年末，由於其稱霸國內短途及一哩賽事，於評選中以近乎全票的281票當選最佳短途馬，但於日本馬王及最佳4歲及以上雌馬評選則大敗於成功獲得第九項一級冠軍的前輩杏目。

### 5歲
2021年首戰即增程出戰大阪盃，將和上年度奪得無敗經典三冠的鐵鳥翱天決戰。比賽開始後，其處於約莫第五的位置推進，比賽途中逐步加速爬升至第二，並於進入直路後和鐵鳥翱天以平頭姿態處於先頭。然而其於直路上受限於軟地及距離適性，其未能繼續有效加速，最終未能追上一方到底的麗冠花環之餘，亦被魔族紳士及鐵鳥翱天超越，最終以第四完賽。
5月16日出戰上年度因發燒避戰的維多利亞一哩賽，比賽途中一直於中團位置慢步推進，進入直路後隨即抽出外檔加速，最終於爆發末腳之下成功超越前方馬匹，更於直路最後關頭繼續加速拋離第二的花徑走走4馬位奪冠，成爲日本賽馬史上首匹制霸所有古馬一哩一級賽的賽駒。
6月6日出戰安田紀念，以連霸爲目標。比賽開始後，其於後方追走，進入直路後雖然成功跑出凌厲的末腳，但勢頭明顯未及以往的衝刺，最終其未能追上前方的第八人氣伏兵野田賢君，以爆冷的姿態落敗得第二。
夏季放草時被發現患有喘鳴症，進行手術過後進入休養。
休養過後出戰秋季天皇賞，雖然於直路率先衝出，但未能保持優勢下被3歲新星樂透心及鐵鳥翱天超越，最終以第三落敗。
11月21日出戰退役戰一哩冠軍賽，其於起步後處於中團靠後位置，比賽中途逐步向前進佔約莫第八的位置，並於通過彎道時抽出外檔。進入直路後，其由於此前抽出外檔的動作成功望空，最終跑出凌厲末腳下以3/4馬位優勢領先第二的速度大師奪冠達成有終之美，不但成功連霸此賽事，更成爲第六匹累積獎金突破10億日圓的雌馬。
其後按照計劃退役，並於12月18日於中山競馬場舉行退役儀式。

### 詳細賽績
| 日期       | 舉辦國家 | 馬場 | 距離   | 級別 | 賽事名稱         | 負重 | 騎師     | 馬號 | 出馬 | 名次 | 時間   | 頭馬（二馬）  |
| ---------- | -------- | ---- | ------ | ---- | ---------------- | ---- | -------- | ---- | ---- | ---- | ------ | ------------- |
| 3/6/2018   | 日本     | 東京 | 草1600 |      | 2歲新馬          | 54   | 李慕華   | 14   | 15   | 1    | 1:33.6 | （野田幻想）  |
| 6/10/2018  | 日本     | 東京 | 草1600 | GIII | 沙特阿拉伯皇家盃 | 54   | 李慕華   | 4    | 8    | 1    | 1:34.0 | （De Gaulle） |
| 16/12/2018 | 日本     | 阪神 | 草1600 | GI   | 朝日盃未來錦標   | 54   | 李慕華   | 2    | 15   | 3    | 1:34.3 | 頌讚火星      |
| 7/4/2019   | 日本     | 阪神 | 草1600 | GI   | 櫻花賞           | 55   | 李慕華   | 8    | 18   | 1    | 1:32.7 | （粉紅巨鑽）  |
| 5/5/2019   | 日本     | 東京 | 草1600 | GI   | NHK一哩賽        | 55   | 李慕華   | 7    | 18   | 5    | 1:32.7 | 頌讚火星      |
| 21/12/2019 | 日本     | 阪神 | 草1400 | GII  | 阪神盃           | 54   | 李慕華   | 5    | 18   | 1    | 1:19.4 | （菲亞諾）    |
| 29/3/2020  | 日本     | 中京 | 草1200 | GI   | 高松宮紀念       | 55   | 池添謙一 | 8    | 18   | 2    | 1:08.7 | 魔族閃焰      |
| 7/6/2020   | 日本     | 東京 | 草1600 | GI   | 安田紀念         | 56   | 池添謙一 | 11   | 14   | 1    | 1:31.6 | （杏目）      |
| 4/10/2020  | 日本     | 中山 | 草1200 | GI   | 短途馬錦標       | 55   | 李慕華   | 10   | 16   | 1    | 1:08.3 | （野田重擊）  |
| 22/11/2020 | 日本     | 阪神 | 草1600 | GI   | 一哩冠軍賽       | 55   | 李慕華   | 4    | 17   | 1    | 1:32.0 | （冠軍車手）  |
| 4/4/2021   | 日本     | 阪神 | 草2000 | GI   | 大阪盃           | 55   | 李慕華   | 12   | 13   | 4    | 2:02.5 | 麗冠花環      |
| 16/5/2021  | 日本     | 東京 | 草1600 | GI   | 維多利亞一哩賽   | 55   | 李慕華   | 6    | 18   | 1    | 1:31.0 | （花徑走走）  |
| 6/6/2021   | 日本     | 東京 | 草1600 | GI   | 安田紀念         | 56   | 李慕華   | 5    | 14   | 2    | 1:31.7 | 野田賢君      |
| 31/10/2021 | 日本     | 東京 | 草2000 | GI   | 秋季天皇賞       | 56   | 李慕華   | 9    | 16   | 3    | 1:58.1 | 樂透心        |
| 21/11/2021 | 日本     | 阪神 | 草1600 | GI   | 一哩冠軍賽       | 55   | 李慕華   | 12   | 16   | 1    | 1:32.6 | （速度大師）  |

## 退役後
退役後，放聲歡呼成爲了繁殖雌馬，於北海道安平町北部牧場休養，在2022年進行配種。首批子嗣於2023年出生，可於2025年出賽。

### 詳細繁殖資料
| 數目   | 馬名         | 出生年 | 性別 | 父系     | 練馬師         | 馬主                 | 戰績       |
| ------ | ------------ | ------ | ---- | -------- | -------------- | -------------------- | ---------- |
| 第一匹 | Gran Maestro | 2023   | 雄   | 神威啟示 | 美浦・木村哲也 | Sunday Racing Co Ltd | （出賽前） |
| 第二匹 | 放聲歡呼2024 | 2024   | 雌   | 滿樂時   |                |                      | （出賽前） |
| 第三匹 | 放聲歡呼2025 | 2025   | 雄馬 | 農神節慶 |                |                      | （出賽前） |

## 血統簡介
父系大震撼爲日本賽駒，爲日本賽馬史上第二匹無敗三冠馬，生涯出戰十四場賽事僅得兩場未能勝出，退役後配種成績亦極爲優秀。祖父週日寧靜是美國三冠賽雙軍馬，退役後在日本配種，在日本馬壇相當成功，贏得多項分級賽事，其子嗣贏得巨額獎金。
母系Tapitsfly爲美國賽駒，生涯戰績優秀，曾勝出兩項一級賽。外祖父Tapit亦爲美國賽駒，生涯戰績優秀，曾勝出一級賽活特紀念錦標。

### 血統表
| 父線：週日寧靜系（Halo系）       |                              |                |                    |
| 種馬 大震撼 2002年（棗色）       | 週日寧靜 1986年（棕色）      | Halo           | Hail to Reason     |
| 種馬 大震撼 2002年（棗色）       | 週日寧靜 1986年（棕色）      | Halo           | Cosmah             |
| 種馬 大震撼 2002年（棗色）       | 週日寧靜 1986年（棕色）      | Wishing Well   | Understanding      |
| 種馬 大震撼 2002年（棗色）       | 週日寧靜 1986年（棕色）      | Wishing Well   | Mountain Flower    |
| 種馬 大震撼 2002年（棗色）       | 風中秀髮 1991年（棗色）      | Alzao          | 利法爾             |
| 種馬 大震撼 2002年（棗色）       | 風中秀髮 1991年（棗色）      | Alzao          | Lady Rebecca       |
| 種馬 大震撼 2002年（棗色）       | 風中秀髮 1991年（棗色）      | Burghclere     | Busted             |
| 種馬 大震撼 2002年（棗色）       | 風中秀髮 1991年（棗色）      | Burghclere     | Highclere          |
| 繁殖雌馬 Tapisfly 2007年（灰色） | Tapit 2001年（灰色）         | Pulpit         | A.P. Indy          |
| 繁殖雌馬 Tapisfly 2007年（灰色） | Tapit 2001年（灰色）         | Pulpit         | Preach             |
| 繁殖雌馬 Tapisfly 2007年（灰色） | Tapit 2001年（灰色）         | Tap Your Heels | Unbridled          |
| 繁殖雌馬 Tapisfly 2007年（灰色） | Tapit 2001年（灰色）         | Tap Your Heels | Ruby Slippers      |
| 繁殖雌馬 Tapisfly 2007年（灰色） | Flying Marlin 1999年（棗色） | Marlin         | Sword Dance        |
| 繁殖雌馬 Tapisfly 2007年（灰色） | Flying Marlin 1999年（棗色） | Marlin         | Syrian Summer      |
| 繁殖雌馬 Tapisfly 2007年（灰色） | Flying Marlin 1999年（棗色） | Morning Dove   | Fortunate Prospect |
| 繁殖雌馬 Tapisfly 2007年（灰色） | Flying Marlin 1999年（棗色） | Morning Dove   | Pink Dove          |
| 雌系：號族：3-o                  |                              |                |                    |
| 五代內近親交配：尼真斯基 5×5     |                              |                |                    |

## 命名由來
名字Gran Alegria（グランアレグリア）於西班牙語中有「大歡聲」的意思，香港則取意譯，翻譯為「放聲歡呼」。

## 外部連結
- 放聲歡呼 netkeiba.com （页面存档备份，存于）
- 血統表 （页面存档备份，存于）